# Louis Lens
NV Louis Lens es un negocio familiar de horticultura belga con una larga tradición fundado en 1870 por Louis Lens senior como viveros de árboles y que han continuado su hijo como hibridador de rosas Victor Lens y su nieto el pionero belga de rosas de florecimiento en racimo Louis Lens (03/03/1924 // 10/05/2001), que era el creador de rosas nuevas más estimado en los países del Benelux.
En los últimos tiempos la dedicación del vivero se ha enfocado en la creación de híbridos de rosas del grupo Rosas almizcleñas, en la línea de hibridación abierta por Louis Lens.

## Historia
Al principio, se trataba de un vivero de árboles en general, pero el cultivo de rosas pronto tomó la delantera. Durante tres generaciones, el vivero fue dirigido por la familia Lens, situado en Onze-Lieve-Vrouw-Waver (cerca de Malinas).
Louis Lens que empezó a hibridar rosas en 1956 ha creado numerosas rosas nuevas que superan en número a las 190 de David Austin y aunque nunca con tanto éxito en el extranjero como las de este, sin embargo tienen una excelente calidad (por ejemplo, su obtentor ganador de múltiples premios desde 1956, el blanco Híbrido de té 'Pascali', incluso fue votado en el Top 10 de rosa favorita del mundo y todavía se ofrece en forma permanente por el catálogo del vivero de David Austin Roses). También es de reseñar sus éxitos especialmente en el bastante raro grupo de rosas híbridas almizcleñas (como 'Guirlande d'amour' y 'Plaisanterie').
En 1992, el vivero NV Louis Lens y sus derechos pasó a manos de Rudy y Ann Velle-Boudolf y, al mismo tiempo, la empresa se trasladó a Oudenburg (entre Brujas y Ostende).
Actualmente en los viveros hay una rosaleda de unos 2000 m² de extensión que alberga rosas de más de 800 tipos diferentes, que van desde elegantes rosas antiguas como las rosas almizcleñas, a los diversos grupos de rosas modernas rosas trepadoras, híbridos cubresuelos, rosas David Austin, rosas híbrido de té, floribundas, rosas estándar, y especies botánicas.
La empresa belga sigue actualmente la creación de obtentores y cultivares de rosas nuevas, su cultivo y suministro en la línea abierta por Louis Lens, todo ello con la garantía de la etiqueta Lens Roses ®. Una actividad importante es la búsqueda de nuevas variedades de rosas. En los últimos años, se presta una especial atención a las rosas de almizcle híbridas, un grupo de arbustos de rosas de floración repetitiva con carácter natural, que se encauza a través de las líneas Guirlande Rose ®, Bouquet Parfait®, Plaisanterie ®, Dinky ®, Rosalita®.

## Algunas creaciones de Louis Lens

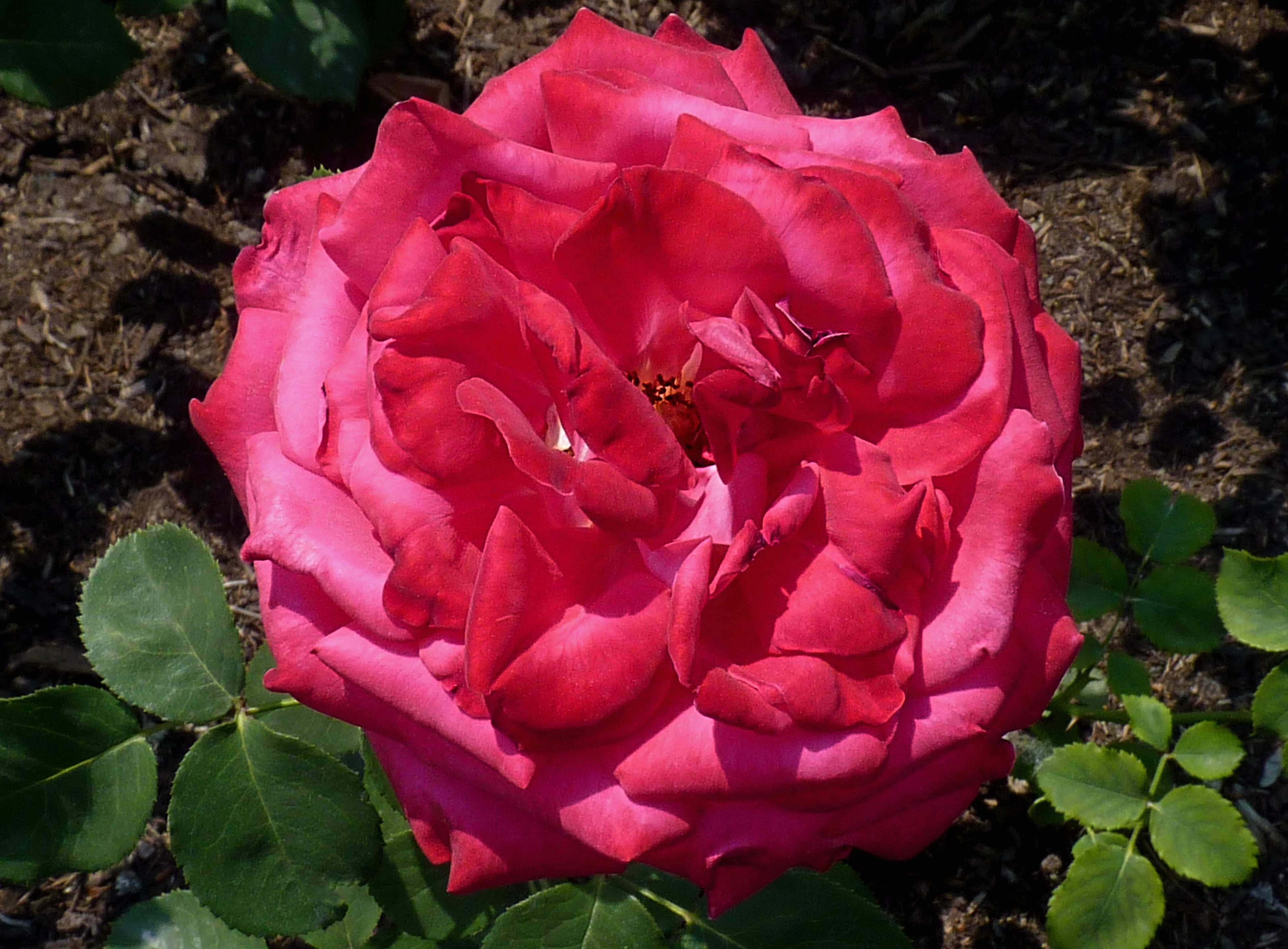
'Dame de Cœur', Louis Lens 1958.
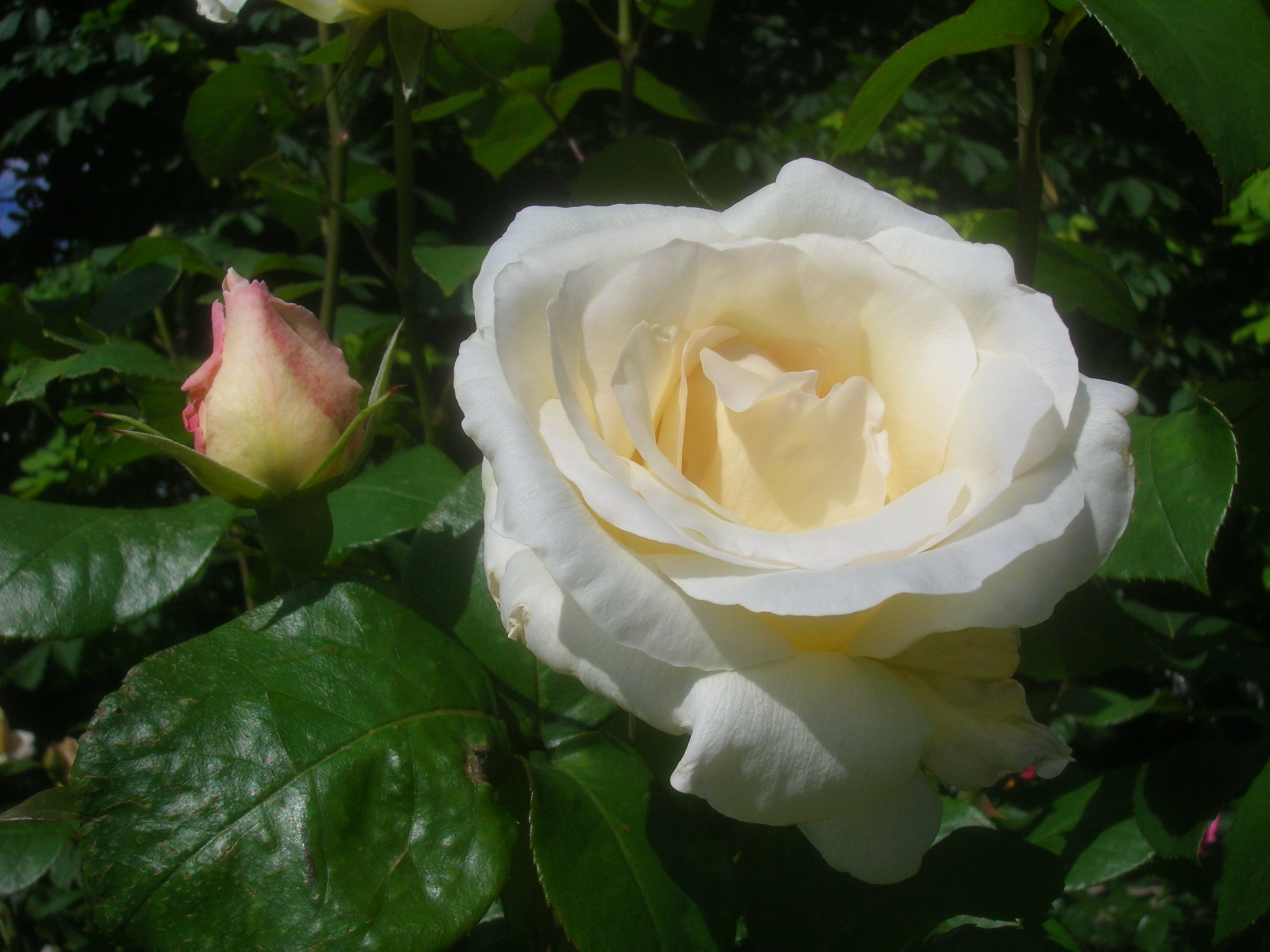
'Pascali', Louis Lens 1963. Elegida rosa favorita del mundo en 1991.
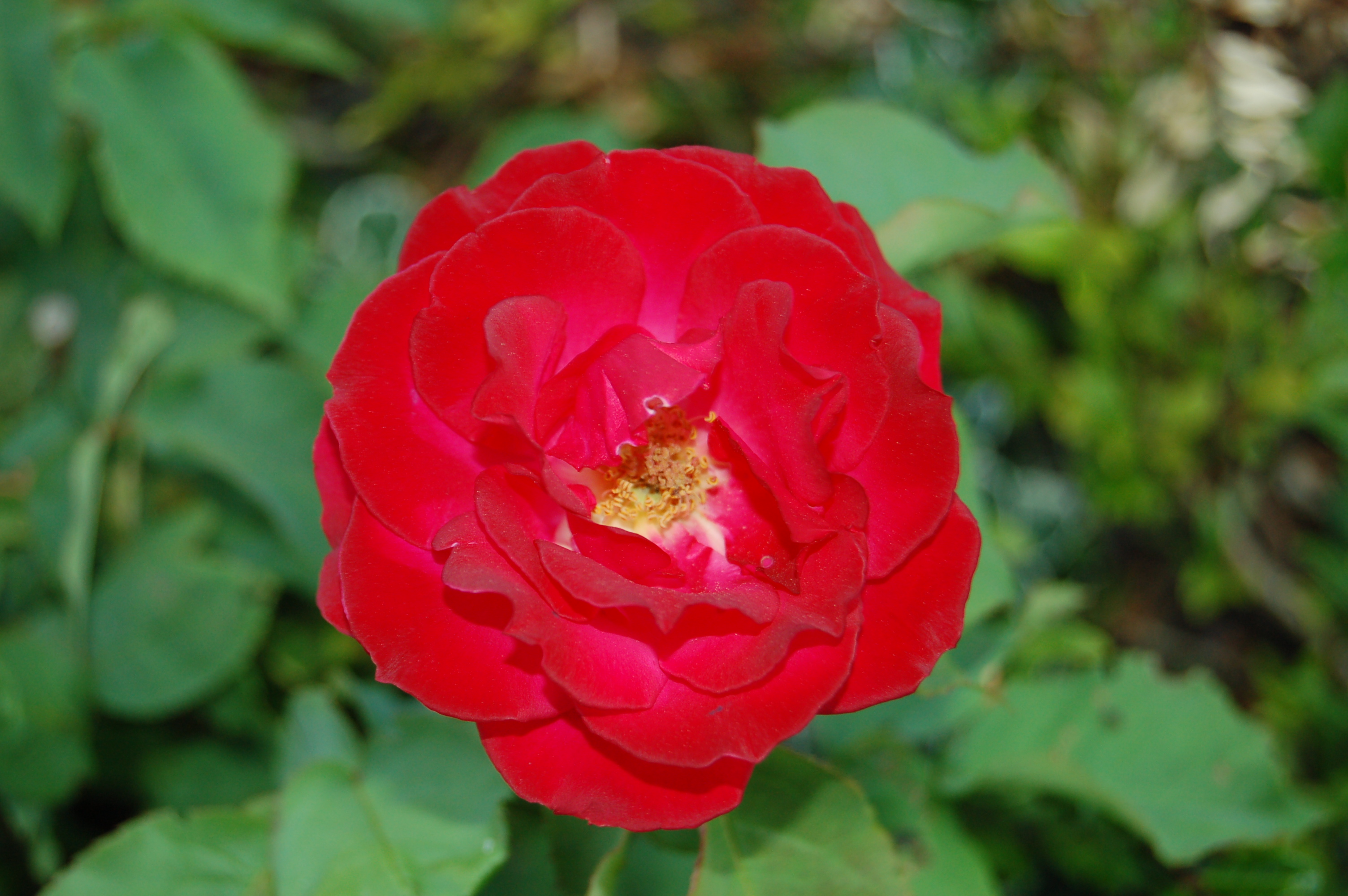
'Fluorette', Louis Lens 1971.
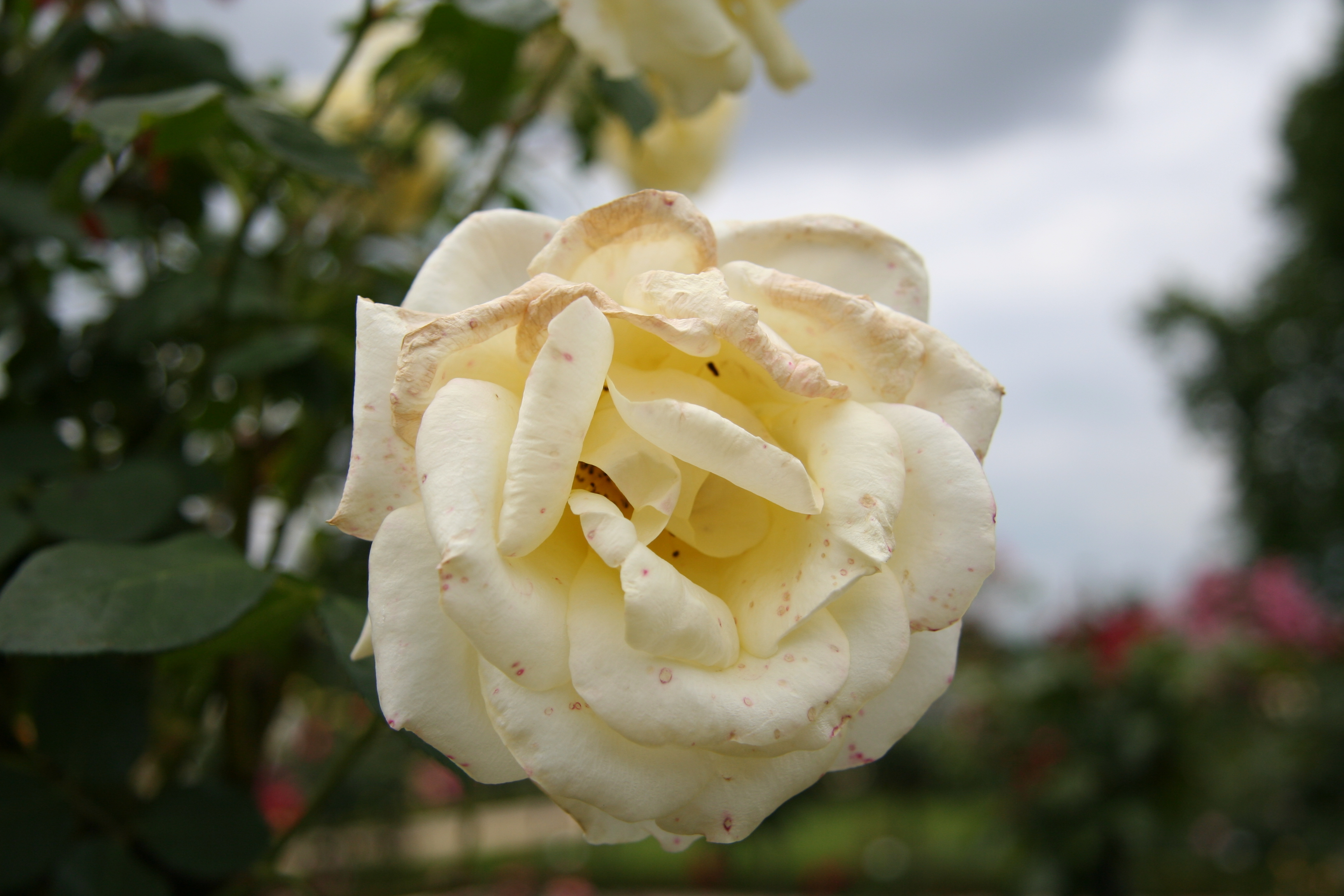
'Love Letter', Louis Lens 1977.
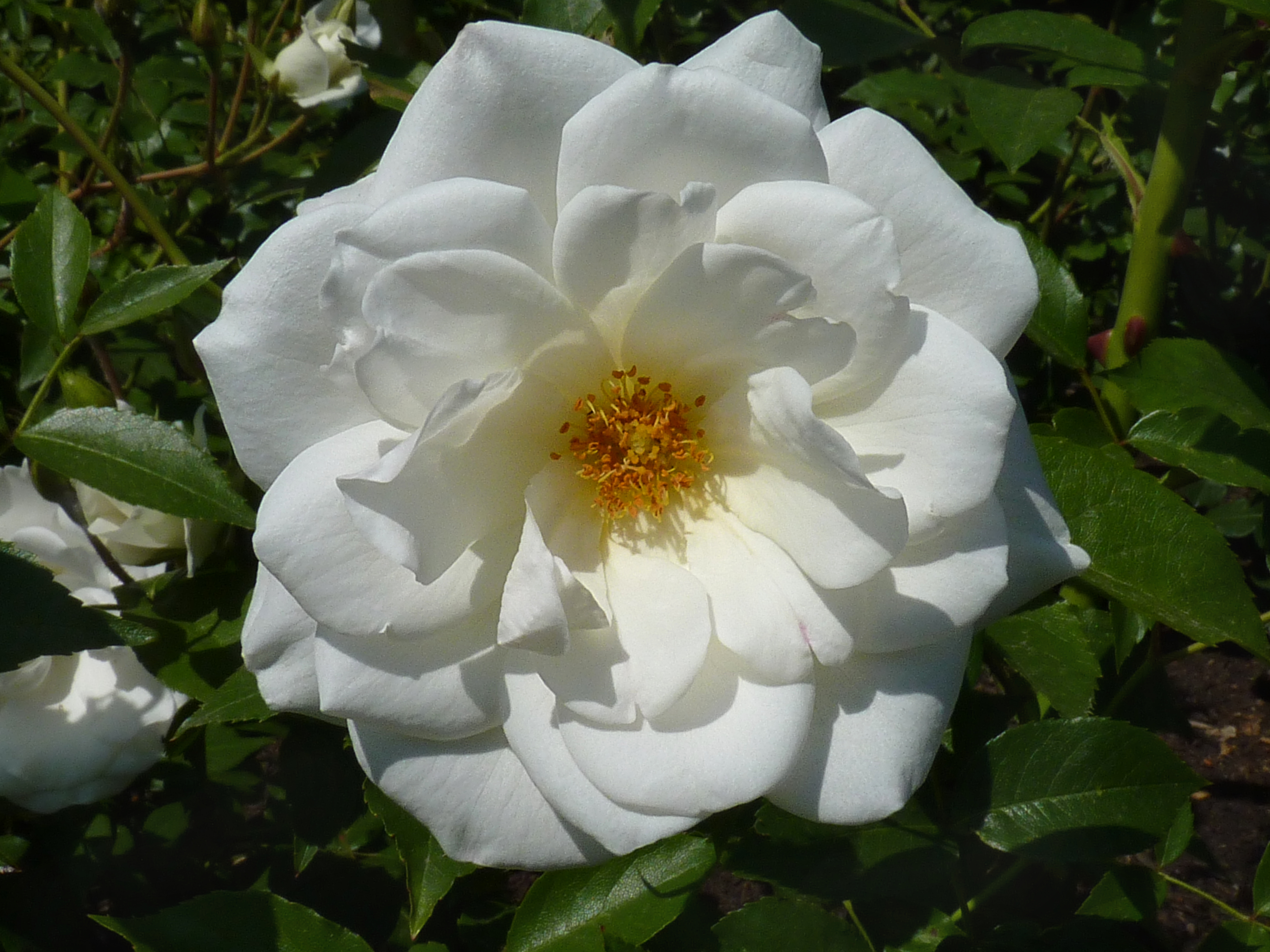
'Maria Mathilda', Louis Lens 1980.
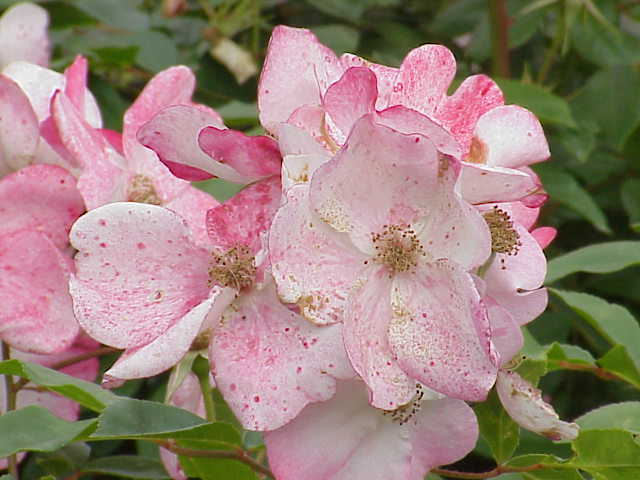
'Rush', Louis Lens 1981.
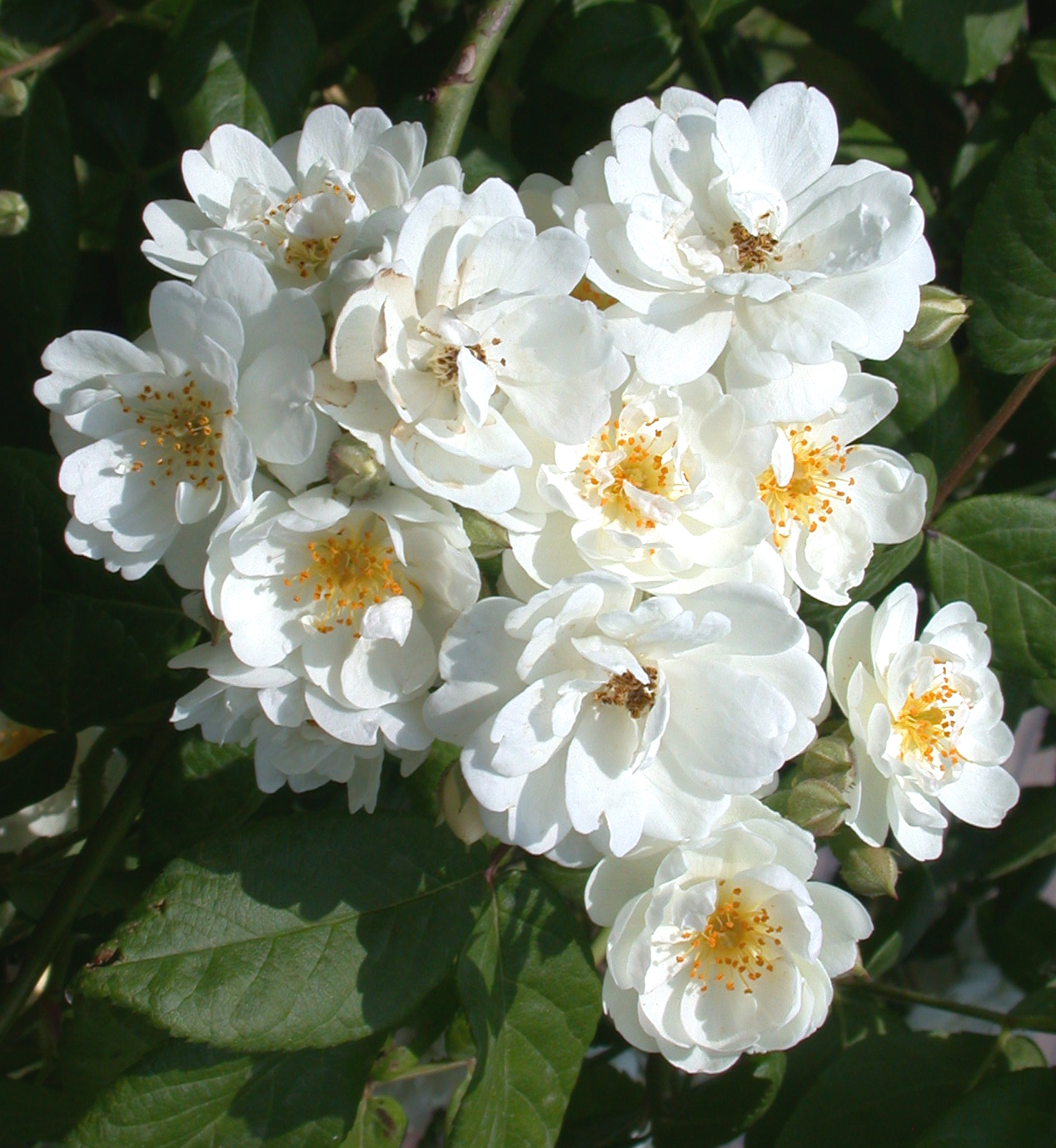
'Waterloo', Louis Lens 1988.
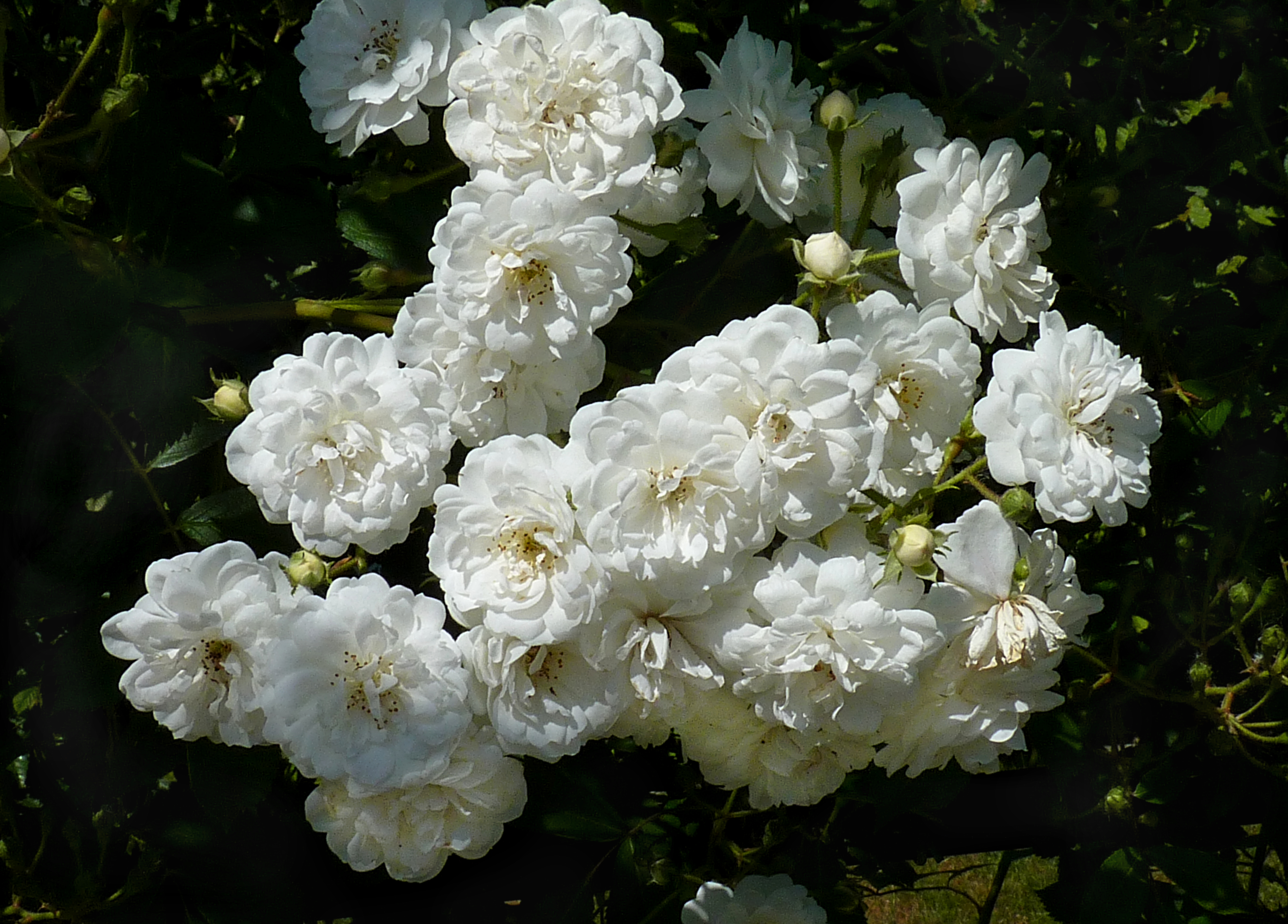
'Guirlande d'amour', Louis Lens 1993.
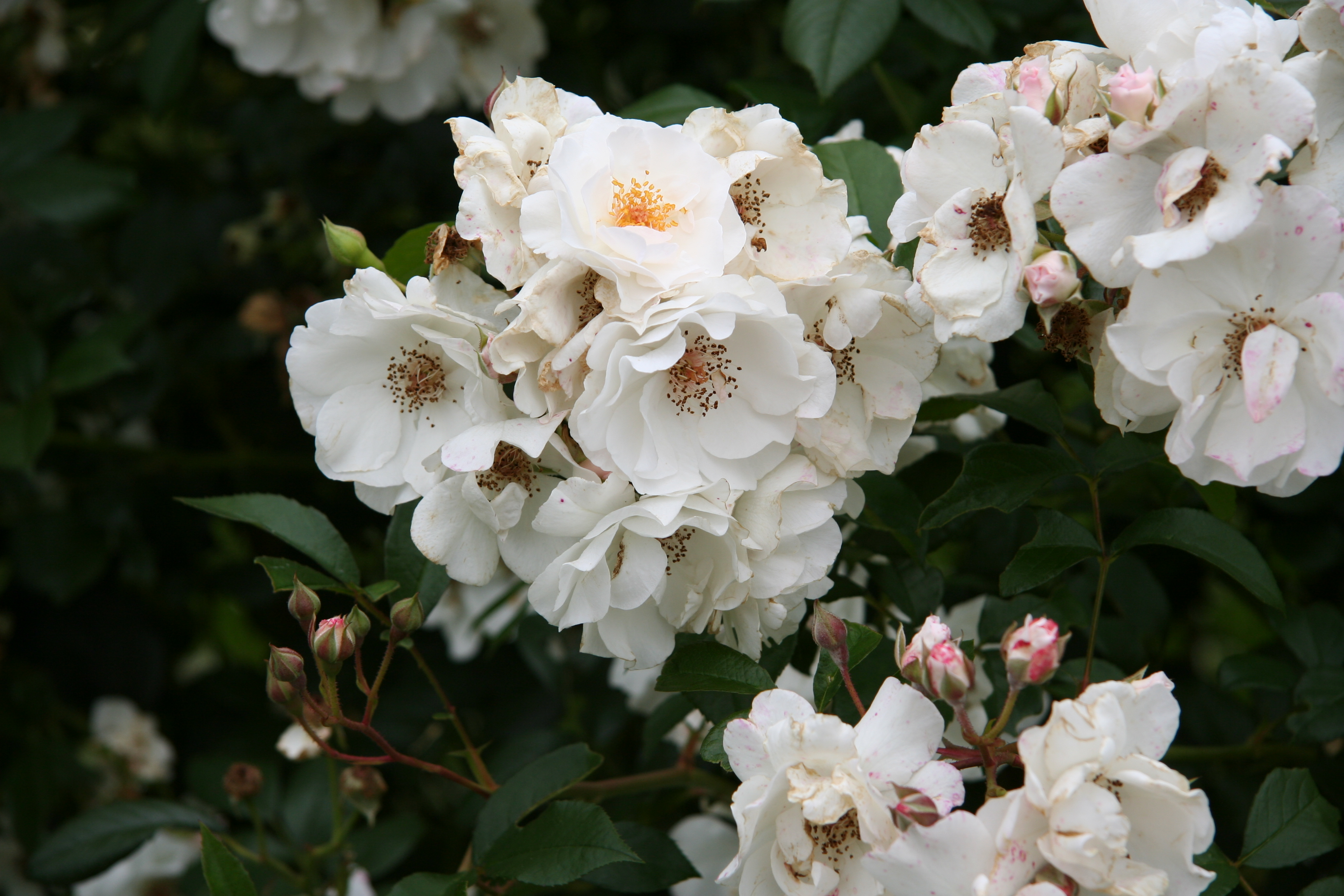
'Jacqueline Humery', Louis Lens 1995.
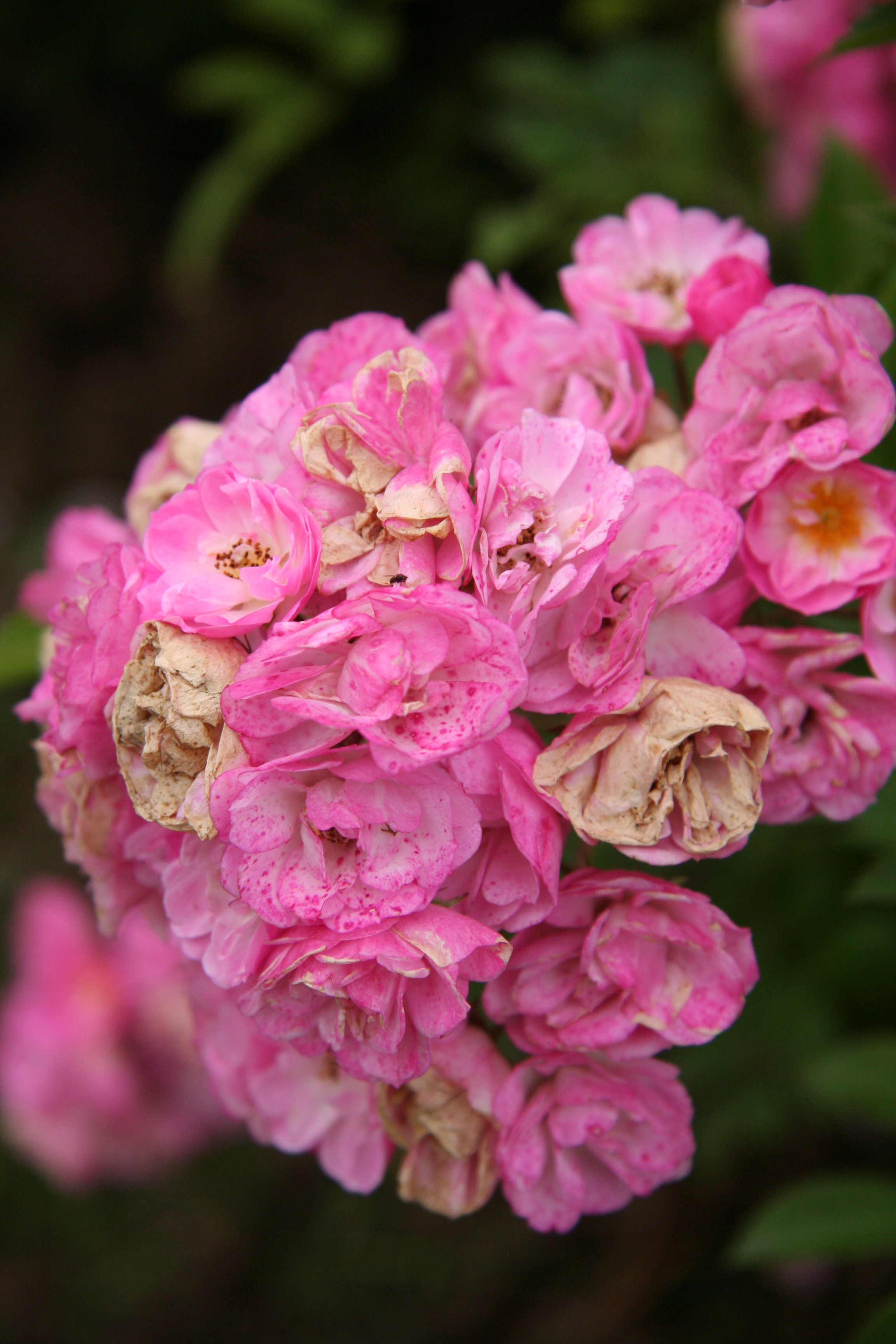
'Heavenly Pink', Louis Lens 1997.
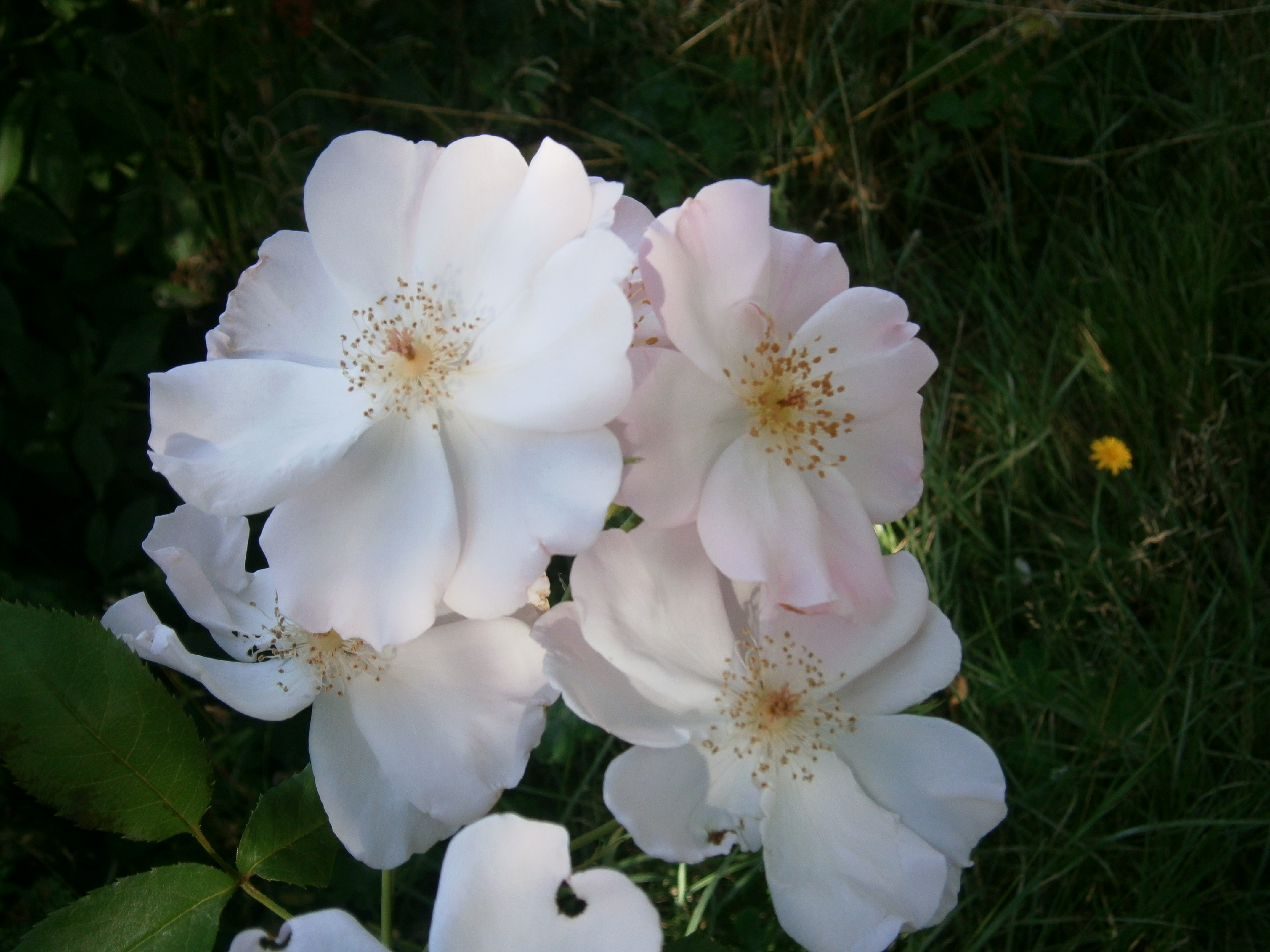
'Lieve Louise', Louis Lens 2001.